# Squeak the Mouse
Squeak the Mouse è una serie a fumetti italiana creata da Massimo Mattioli. Il protagonista è un topo antropomorfo ironico e sanguinario; la serie nasce come parodia dei cartoni animati per bambini ed esordì nel 1982 sulla rivista Frigidaire e venne successivamente raccolta in volume. Il 18 aprile 2019 viene pubblicata una nuova raccolta, Squeak The Mouse: The Trilogy, con un terzo volume inedito.
Pur non essendoci conferme ufficiali, secondo alcuni il fumetto sarebbe stato fonte di ispirazione per Grattachecca & Fichetto, di Matt Groening.

## Storia editoriale
La serie esordì sul mensile Frigidaire a partire dal 1982. Le storie furono poi raccolte in un volume omonimo nel 1984. Inizialmente destinato ad essere un unico volume, ebbe un sequel (Squeak the Mouse 2), pubblicato nel 1992, e un terzo capitolo, inedito fino al 2019, contenuto nel volume: Squeak the Mouse - l'Integrale edito dalla Coconinopress - Fandango. Il primo volume narra le vicende del gatto, il secondo quelle del topo. Lo stile è quello di un cartone animato alla Tom & Jerry. Le vignette sono mute, appaiono solo i rumori.
Il 1° volume è stato pubblicato anche in Francia sulla rivista L’Écho des Savanes e venne poi raccolto in volume nel 1984 da Albin Michel, il quale pubblicò anche il secondo volume, Squeak the Mouse 2, nel 1992. In Italia la Blue Press ristampò i due volumi nel 1994.

## Trama
Il primo volume è scritto dal punto di vista del gatto che insegue Squeak per divorarselo; dopo un inseguimento slapstick e una serie di incidenti, lo uccide staccandogli la testa e mangiandogli il corpo. Il gatto decide poi di andare a una festa assieme alla sua ragazza, ma corteggiando allo stesso tempo un'altra gattina. Squeak tuttavia torna in vita come zombie e, rintracciato il gatto, massacra ogni partecipante della festa nel modo più cruento possibile. Il gatto, unico superstite, riesce a fermare ancora una volta Squeak dandogli fuoco, per poi fuggire terrorizzato. Quando torna a casa, tuttavia, tutti gli invitati della festa si rianimano come zombie e si scagliano contro di lui, costringendolo a eliminarli uno ad uno con mezzi improvvisati. Squeak torna ancora una volta, finendo stavolta tritato in un frullatore. Il gatto, il giorno dopo, incontra delle altre gattine che lo invitano ad una festa, che si evolve in una vera e propria orgia. Passando una giornata di sesso e musica, il gatto si ritrova nuovamente Squeak tra i piedi, ridotto ad una poltiglia strisciante ma ancora capace di uccidere, massacrando le gattine. Il gatto, per eliminarlo definitivamente, dovrà far saltare in aria la casa. Eliminato Squeak però, inizierà ad inseguire un altro topo.
Il secondo volume invece comincia con un papero scienziato che porta in vita Squeak dalle pagine del primo volume. Il topo rimane scioccato dalla sua stessa morte leggendo il fumetto e decide di vendicarsi; rintraccia così il gatto al cinema durante la proiezione di Non aprite quella porta - Parte 2 e lo uccide, ma quando Squeak sale su un aereo in viaggio verso un'isola tropicale, il gatto, diventato uno zombie, si rianima sull'aereo e lo fa precipitare. Squeak, salvatosi, si ritrova su una spiaggia dove ha dei rapporti sessuali con due topine appena incontrate. Il gatto zombie però appare nuovamente, e Squeak riesce ad ucciderlo e a spargerne le ossa. Lo scheletro viene ritrovato e riassemblato da un bambino fanatico di film dell'orrore, prende improvvisamente vita ed ancora una volta dà la caccia al topo. Squeak ha ancora una volta la meglio, distruggendolo con la dinamite. Subito dopo, però, viene inseguito da un nuovo gatto.

## Controversie
Per suoi contenuti, la serie fu più volte sequestrata in Paesi stranieri, in particolare negli USA nel 1985, 1500 copie vennero bloccate alla dogana perché considerato materiale osceno e pornografico. Nonostante i sequestri, la serie non subì censure.